# Sayyid Darwish
Sayyed Darwish o Syed Darwish (àrab: سيد درويش, Sayyid Darwīx) (Kom El-Dikka, 17 de març de 1892 – Alexandria, 15 de setembre de 1923) va ser un cantant, compositor i actor egipci, considerat el «pare» de la música popular egípcia.

## Biografia
Els pares de Sayyed no es podien permetre el luxe de pagar la seva educació, així que el van enviar a una escola religiosa, on va dominar la lectura de l'Alcorà, estudiant amb Mohamed Salama. Després de graduar-se a l'escola religiosa i rebre el títol de xeic, Syed Darwish va estudiar durant dos anys a la Universitat d'al-Azhar del Caire, una de les universitats religioses més famoses del món, i després va deixar els seus estudis per dedicar la seva vida a la música.
Syed va entrar a una escola de música, on va ser format com a múnxid (‘cantor’). El professor de música va admirar el seu talent i va animar Darwish a avançar en l'àmbit musical.
Per guanyar-se la vida, va treballar com a paleta. En una ocasió, el director de la companyia de teatre síria Germans Attalah el va sentir cantar i immediatament el va convidar a col·laborar amb la seva companyia. Durant la gira per Síria va tenir l'oportunitat de rebre una educació musical. Incapaç d'aconseguir l'èxit, va tornar a Egipte. Va tenir un èxit modest com a cantant en cafès i en diversos escenaris, va estudiar el repertori dels grans compositors del segle xix, als quals va afegir hadwar (modes musicals) i muwaixxaahat (obres en forma poètica àrab) de composició pròpia. Malgrat l'enginy de les seves composicions, no va rebre reconeixement públic a causa de la seva mediocre actuació escènica en comparació amb estrelles de la seva època com Saleh Abdel Hai o Zaki Murad.
Va ser autor de la música de la cançó «بلادي بلادي بلادي» (‘El meu país, el meu país, el meu país’), que es va convertir en l'himne nacional egipci, les paraules del qual es van adaptar a l'ardent discurs patriòtic del famós periodista, personatge públic i polític Mustafa Kamil.
Darwish va morir a Alexandria als 31 anys, el 10 de setembre de 1923, d'un atac de cor causat per una sobredosi de cocaïna. Casualment, el dia de la mort del compositor, el líder nacional egipci Saad Saifula va tornar de l'exili i va ser rebut amb el poble cantant la seva cançó «El meu país, el meu país, el meu país», que l'any 1979 es va convertir en l'himne egipci.
Els egipcis consideren Syed Darwish com el seu millor compositor i autor de música popular, que inclou, entre d'altres, obres com «Shed el hezam», «Malo'ouna», «Ana Haweit», «Oum Ya Masry» (‘Pugeu, egipcis!’) o «Salma Ya Salama», la melodia de la qual és àmpliament coneguda al món gràcies a la interpretació que en va fer la cantant Dalida.